# Putz (Baustoff)
Putz als Baustoff für Putzsysteme kann aus verschiedenen Materialien bestehen.

## Nassputz und Trockenputz
Eine grundsätzliche Unterscheidung bei den Baustoffen für den Innenputz ist die Alternative zwischen Nassputz und Trockenputz: Der traditionelle Nassputz (aus Bindemittel, Gesteinskörnung und Wasser) wird in nassem Zustand verarbeitet und erhöht längere Zeit die Feuchtigkeit (vgl. die Trockenwohner im 19. Jahrhundert). Trockenputz, der in den letzten Jahrzehnten immer bedeutender geworden ist, besteht aus Bauplatten, die auf Ständerkonstruktionen oder direkt auf Wände und Decken montiert werden, um sie zu verkleiden.

## Putzmörtel und Beschichtungsstoffe
Die Ausgangsstoffe der Putzmörtelherstellung sind Bindemittel, Zuschläge und Zusatzstoffe bzw. -mittel. Diese werden wie beim Mauermörtel bei der Herstellung bereits werksseitig und nach Herstellerangaben dem Trockenmörtel dosiert hinzugegeben. Bei der Herstellung von Putzmörtel auf der Baustelle wird durch die Zugabe der vom Trockenmörtelhersteller angegebenen Menge an Wasser in der Mischmaschine, die in der Regel an den Trockenmörtelsilos montiert sind, der benötigte Putzmörtel qualitativ gleich bleibend, effektiver und auch personal- und kraftsparender produziert. Hierbei sind der Trockenmischung für den Außenputz in der Regel auch bereits die notwendigen Farbstoffe beigemischt und machen so einen zusätzlichen Arbeitsgang des Anstreichens überflüssig.
Mineralischer Nassputz enthält zumeist hydraulische Bindemittel, die erhärten, indem sie zusammen mit Wassermolekülen Kristalle bilden (Hydratation). Diese Bindemittel werden Putz- und Mauerbinder genannt. Unter Putzmörtel versteht man in der Regel Baustoffe, die solche Bindemittel enthalten (während andere in dünneren Lagen aufgetragene Baustoffe Beschichtungsstoffe genannt werden). Durch seine kristalline Struktur ist dieser Putzmörtel nach dem Erstarren feuchtigkeitsbeständig, aber kann je nach Zusammensetzung und Struktur durch seine Kapillarität eine gewisse Menge Wasser oder Wasserdampf aufnehmen. Er ist durch seine alkalischen Eigenschaften (aufgrund des enthaltenen Calciumhydroxids) schimmelresistent.
Dagegen gibt es traditionelle Putze unter der Sammelbezeichnung Lehmputz, die nicht abbinden, sondern ihre Festigkeit bloß durch Trocknen erhalten und durch Feuchtigkeit wiederum aufgeweicht werden. Dies führte im Lauf des 19. Jahrhunderts zum weitgehenden Ersatz des Lehms durch hydraulische Putzmörtel. In Innenräumen mit begrenzter Feuchtigkeit wird diese Eigenschaft aber noch heute zur Regulierung des Raumklimas geschätzt.
Weitere Putzmörtel und Beschichtungsstoffe haben organische Bindemittel, die durch Polymerisation erhärten. Wenn sie Gesteinskörnung als Zuschlagstoff enthalten, werden sie zu den Putzmörteln gerechnet. Ein schnell härtender und wasserundurchlässiger Baustoff für Putz ist Kunstharzmörtel. Silikatputz erhärtet durch Verkieselung.
Nassputz kann mineralische und organische Zuschläge enthalten. Durch Zusätze wie Dichtungsmittel, Erstarrungsbeschleuniger, Farbmittel, Hydrophobierungsmittel oder Luftporenbildner werden die Eigenschaften dieser Baustoffe beeinflusst. Auch dekorative Beschichtungsstoffe mit organischen Bindemitteln, die statt Gesteinskörnung etwa Fasern enthalten (wie Baumwollputz), werden oft als Putz bezeichnet. Ein weiterer in der Vergangenheit verwendeter Zuschlag war Asbest, welcher zur Verbesserung der mechanischen Eigenschaften eingesetzt wurde. Neben Fliesenklebern und Spachtelmassen zählen Putze zu den sog. Neuen Asbestfunden. Bei einer Sanierung ist daher der Putz auf seinen Asbestgehalt zu prüfen, siehe VDI-Richtlinie 6202, Blatt 3.

### Putzmörtelgruppen nach DIN V18550
Die Normen DIN 18550-1 und DIN 18550-2, als nationale Ergänzung zur Reihe der EN 13914, zur Planung, Zubereitung und Ausführung von Außen- und Innenputzen haben inzwischen die im April 2005 veröffentlichte Vornorm DIN V 18550 Putz und Putzsysteme – Ausführung ersetzt. Die in der Vornorm enthaltene Einteilung in Putzmörtelgruppen PI bis PIV, wird in der Tabelle DE.1 der DIN 18550-1 als „ehemalig“ bezeichnet. Obwohl die diese Einteilung in den aktuellen Normen also nicht mehr vorgenommen werden, sind sie für die Baupraxis weiterhin relevant, da sich Literatur und Produktzulassungen bis auf Weiteres auf sie beziehen.
Die einzelnen Gruppen geben Aufschluss über die Beschaffenheit der enthaltenen Bindemittel und das jeweilige Mischungsverhältnis von Bindemittel und Zuschlagstoff.
- P I wird unterschieden in
  - a) Luftkalkmörtel (1 Raumteil Kalkhydrat / 3 bis 4 RT Sand (Körnung immer unter 4 mm))
  - b) Wasserkalkmörtel bestehend wie P I a).
  - c) Mörtel mit hydraulischem Kalk (1 RT Hydraulischer Kalk / 3 bis 4 RT Sand).
- P II Kalkzementmörtel (2 RT Kalkhydrat / 1 RT Zement / 9 bis 11 RT Sand)
- P III Zementmörtel (1 RT Zement / 3 bis 4 RT Sand)
- P IV
  - a) Gipsmörtel (1 RT Baugips)
  - b) Gipssandmörtel (1 RT Baugips / 3 bis 4 RT Sand)
  - c) Gipskalkmörtel (1 RT Kalkhydrat / 0,5 bis 2 RT Baugips)
  - d) Kalkgipsmörtel (1 RT Kalkhydrat / 0,1 bis 0,5 RT Baugips)

In den Tabellen 2 (Außenputze) und 3 (Innenputze) der DIN V 18550 wurde definiert, welche Mörtelgruppe für welche Anwendungsfälle (Außenputze: ohne besondere Anforderung / wasserhemmend / wasserabweisend / Kellerwandaußenputz / Außensockelputz; Innenputze: übliche Beanspruchung / Feuchträume, als Unter- oder Oberputz) vorgesehen waren. Diese Bezeichnungen sind nach wie vor gebräuchlich.

#### Hauptanwendungsgebiete
- P Ia, b (Innen- und Außenputze mit geringer Beanspruchung)
- P Ic (Innenputz für Räume mit normaler Beanspruchung, einschließlich Feuchträume)
- P II (Innenputz mit erhöhter Abriebfestigkeit, auch Feuchträume und Außenputz mit wasserhemmender Eigenschaft und erhöhter Festigkeit)
- P III (Außenputz im Bereich der Kelleraußenwand und Außensockelbereich)
- P IVa, b, c (Innenputz mit erhöhter Abriebfestigkeit und normaler Beanspruchung)
- P IVd (Innenputz mit geringer Beanspruchung)
- P V (Innenputz mit erhöhter Abriebfestigkeit und normaler Beanspruchung)

Der Putzuntergrund und dessen Vorbehandlung spielen bei der Auswahl der Putzgruppe eine wesentliche Rolle und werden durch die Hersteller der verwendeten Steinsorten mit Empfehlungen versehen, die unbedingt zu beachten sind.

### Putzmörtelgruppen nach EN13279
Die Normenreihe EN 13279 Gipsbinder und Gips-Trockenmörtel wurde erstmals im September 2005 veröffentlicht und ersetzte die DIN 1168 Reihe. Im Teil 1 sind die Eigenschaften und Leistungsmerkmale werkgemischter Gips-Trockenmörtel (Werktrockenmörtel) auf Gipsbinderbasis zum Verputzen von Wänden und Decken innerhalb von Gebäuden definiert.
- Gips-Trockenmörtel:
  - Gips-Putztrockenmörtel B1
  - gipshaltiger Putztrockenmörtel B2
  - Gipskalk-Putztrockenmörtel B3
  - Gipsleicht-Putztrockenmörtel B4
  - gipshaltiger Leicht-Putztrockenmörtel B5
  - Gipskalkleicht-Putztrockenmörtel B6
  - Gips-Trockenmörtel für Putz mit erhöhter Oberflächenhärte B7
- B1 Gips-Putztrockenmörtel:

Gips-Trockenmörtel, der aus mindestens 50 % Calciumsulfat als aktives Hauptbindemittel und nicht mehr als 5 % Baukalk (Calciumhydroxyd) besteht.
- B2 gipshaltiger Putztrockenmörtel:

Gips-Trockenmörtel, der aus weniger als 50 % Calciumsulfat als aktives Hauptbindemittel und nicht mehr als 5 % Baukalk (Calciumhydroxyd) besteht.
- B3 Gipskalk-Putztrockenmörtel:

Gips-Putztrockenmörtel nach 3.3 oder gipshaltiger Putztrockenmörtel nach 3,4 mit mehr als 5 % Baukalk (Calciumhydroxyd). Zusatzstoffe und Zuschläge dürfen vom Hersteller beigemischt sein.
- B4 Gipsleicht-Putztrockenmörtel:

Gips-Trockenmörtel nach 3.3, 3.4 oder 3.5, die entweder anorganische Leichtzuschläge, wie geblähte Perlite oder Blähglimmer, oder organische Leichtzuschläge enthalten.
- B7 Gips-Putztrockenmörtel für Putze mit erhöhter Oberflächenhärte:

nach besonderer Rezeptur gemischter Gips-Trockenmörtel zur Herstellung von Putz, für den eine erhöhte Oberflächenhärte gefordert wird
Bei allen Produkten dürfen Zusatzstoffe und Zusatzmittel vom Hersteller beigemischt sein.

## Kalkputz
Kalkputz stellte bis zum Anfang der 1980er Jahre einen wichtigen Bestandteil im Baueinsatz dar. Das resultiert aus seinen hervorragenden wohnhygienischen Eigenschaften. Durch seine Nachteile, das vergleichsweise langsame Abbinden und die Notwendigkeit, ihn in zwei Lagen mit einer dazwischenliegenden Standzeit (Abbinden der ersten Lage) aufzutragen, wurde er durch das verstärkte Aufkommen der Maschinenputze verdrängt. Er gewinnt allerdings in zunehmendem Maße wieder an Bedeutung.
Heute werden bereits moderne Kalkinnenputze (MG P Ic) angeboten, die maschinell und damit wirtschaftlich verarbeitet werden können, über eine den baulichen Notwendigkeiten angepasste Abbindezeit verfügen und auch einlagig aufgetragen werden können.
Ein bedeutender Vorteil des Kalkputzes ist es, dass mit der Verarbeitung deutlich weniger Feuchtigkeit eingebracht wird, die dann wieder aus dem Mauerwerk trocknen muss. Kalkputze benötigen nur etwa 180 Liter Anmachwasser bezogen auf eine Tonne Trockenmörtel. Die deutlich schnellere Austrocknung wirkt sich feuchteregulierend auf das gesamte Mauerwerk aus und auf Grund seiner hohen Alkalität verhindert er auch weitgehend die Sporenbildung (beispielsweise Schimmel).

## Kunstharzputz
Kunstharzputze sind in der DIN 18558 Teil 1 (als P Org 1 und P Org 2) genormt. Sie gehören zu den am meisten eingesetzten Putzen und sind auch ein Bestandteil von Putzsystemen (wie z. B. WDVS). Die Abkürzung „Org“ für „organisch“ bezieht sich auf die zugesetzten Bindemittel.
Kunstharzputze sind als Oberputz einfach zu verarbeiten. Als Bindemittel wird eine Polymerdispersion eingesetzt, wie sie auch in Farben verwendet wird. Die Zuschläge können mineralisch oder organisch sein. Zumeist ist der Unterputz weiterhin rein mineralischer Art, da dieser eine bessere Haftung mit dem Putzgrund (Mauerwerk) gewährleistet.

## Wärmedämmputz
Beim Wärmedämmputz, auch Thermoputz genannt, handelt es sich um einen Putzmörtel mit einer Wärmeleitfähigkeit gleich/weniger 0,2 W/(m·K) als Rechenwert. Dieser Wert wird erreicht, indem bei der industriellen Herstellung als Zuschläge expandiertes Polystyrol (EPS), Vermiculite sowie Perlite beigemischt werden. Dabei muss dieser Baustoff gleichzeitig mindestens die Baustoffklasse B I (schwerentflammbar) erfüllen. Sollte allein eine Zugabe von Perliten erfolgen, erfüllt der Wärmedämmputz die höchste Baustoffklasse A I (nichtbrennbar) nach DIN 4102.
Wärmedämmputze werden als Unterputz auf Fassaden eingesetzt und bilden den Grund für die Edelputze (Oberputz), wenn die Wärmedämmeigenschaften des gesamten Wandaufbaus, allein durch den verwendeten Wandbaustoff (Steinmaterial) nicht erreicht (z. B. Erfüllung der EnEV) oder noch verbessert (z. B. beim Niedrigenergiehaus) werden soll. Aufgrund seiner geringen Eigendichte und Festigkeit hat Wärmedämmputz hervorragende Werte bei der Dampfdurchlässigkeit (Diffusion) und zählt zu den sogenannten Leichtputzen (Rohdichte zwischen 0,6 kg/dm³ und 1,3 kg/dm³) der Mörtelgruppe P I oder P II. Da die Putzoberseite aber wasserabweisend und stoßfest sein muss, ist dieses Material als Oberputz ungeeignet.
Diese geringe Rohdichte ist erreichbar, indem statt der üblichen Sande als Zuschlagstoff, mineralische und/oder organische mit offenem porigem Eigengefüge beigemischt werden. Die Eigenschaften der Leichtputze minimieren stark die späteren oder verarbeitungsbedingten Rissbildungen, da dieses Material eine sehr hohe Elastizität und Dehnfähigkeit bei statisch und thermisch auftretenden Spannungen aufweist und regelmäßig auf den Mauerwerksgrund speziell eingestellt wird.
Aufgrund seiner Konsistenz und Haftfähigkeit, kann das Material in einem Arbeitsgang bis zu einer Dicke von mehr als 5 cm aufgetragen werden, was regelmäßig mittels Putzmaschine und Spritzdüse erfolgt.

## Weitere Baustoffe
Die Lagen eines Putzsystems können je nach seiner Funktion aus unterschiedlichen, miteinander abgestimmten Baustoffen bestehen, die nicht alle im engeren Sinn Putzmörtel sind. Außerdem gehören Putzträger, Armierungen wie Drahtgitter für Rabitz oder Glasfasermatten für alkalische Putze, ferner auch Dämmstoffe oder Fertigteile aus Gips, Styropor usw. für Strukturputz und Stuckelemente zu den verwendeten Baustoffen.

## Normen
Die Normen EN 13914 für Planung, Zubereitung und Ausführung von Außen- und Innenputzen – Teil 1: Außenputze und Teil 2: Innenputze wurden erstmals im Juni 2005 veröffentlicht.